# Daniel Woods
Daniel Woods, né le 1er août 1989 à Richardson (Texas), est un grimpeur professionnel américain de haut niveau spécialisé dans l'escalade de bloc. Il a ouvert de nombreux bloc dans des secteurs comme Magic Wood en Suisse, Rocklands en Afrique du Sud ou encore au parc national de Rocky Mountain aux États-Unis.
À l'âge de 22 ans, il a déjà réalisé l'ascension de plus d'une dizaine de blocs cotés 8C, ainsi que quelques voies d'escalade sportive dans le neuvième degré. Il a aussi gagné de nombreuses compétitions comme le championnat national américain de bloc (American Bouldering Series), les Teva Mountain Games et une étape de la coupe du monde d'escalade de bloc.

## Biographie
Daniel Woods commence l'escalade à l'âge de 5 ans dans la région de Dallas au Texas et devient immédiatement passionné par ce sport. En 1997, alors qu'il a 8 ans, sa famille déménage à Longmont au Colorado. Daniel commence alors la compétition et s'inscrit dans une équipe d'escalade junior entrainée par Justen Sjong et Jimmie Redo.
En 2003, il réalise son premier bloc coté 8A/V11, Fuck You Finger. Puis en 2004 il réussit la première ascension de Echale, qu'il cote 8B+/V14 alors qu'il n'a que 15 ans. Il gagne le championnat national ABS (American Bouldering Series) en 2005, 2006, 2007, 2009 et 2010 et le Teva Mountain Games en catégorie bloc en 2006, 2007 et 2010.
Le 19 juin 2007, alors qu'il est en voyage au parc national de Rocky Mountain dans le secteur de Chaos Canyon, il réalise la première ascension de Jade, un ancien projet nommé Green 45 Project qu'il travaillait depuis plusieurs années avec Dave Graham. Il évalue sa cotation à 8C/V15, ce qui en fait le premier bloc de cette difficulté qu'il réalise. Cependant, il réévaluera par la suite ce bloc en rabaissant sa cotation à 8B+/V14.
Au début 2008, Daniel déménage à Innsbruck en Autriche et passe une partie de son temps à s'entrainer avec Kilian Fischhuber et David Lama. En mai, il réalise la première ascension de In Search of Time Lost à Magic Wood en Suisse et évalue sa cotation à 8C.
En 2011, il se marie avec Courtney Sanders, une jeune grimpeuse du Tennessee.
En novembre 2011, Daniel commence le tournage d'un film d'escalade appelé Welcome to the Hood avec Paul Robinson, Guntram Jörg et Anthony Gullsten. Le tournage du film doit durer cinq mois durant lesquels ils parcourent les sites d'escalade de blocs les plus réputés et difficiles au monde.
La première étape de leur film les amènent à Magic Wood en Suisse, où Daniel réalise l'ascension de Somewhere in between (8B+).

## Ascension remarquables

### En bloc
| Nom                           | Site                       | Date             | Commentaires       |
| ----------------------------- | -------------------------- | ---------------- | ------------------ |
| The return of the sleepwalker | Red Rocks, États-Unis      | 30 mars 2021     | Première ascension |
| Nom                           | Site                       | Date             | Commentaires       |
| Paint It Black                | RMNP, CO, États-Unis       | 29 février 2012  | Première ascension |
| Big Paw                       | Chironico, Suisse          | 24 novembre 2011 | -                  |
| La force tranquille           | Magic Wood, Suisse         | 15 octobre 2011  | Première ascension |
| Mystic Stylez                 | Magic Wood, Suisse         | 2 octobre 2011   | Première ascension |
| Ill Trill                     | Magic Wood, Suisse         | 19 avril 2011    | -                  |
| Practice of the Wild          | Magic Woods, Suisse        | 16 avril 2011    | -                  |
| Hypnotized Minds              | RMNP, CO, États-Unis       | 21 octobre 2010  | Première ascension |
| Warrior Up                    | Mount Evans, États-Unis    | 4 septembre 2010 | Première ascension |
| Desperanza                    | Hueco Tanks, États-Unis    | 27 février 2010  | Première ascension |
| The Game                      | Boulder Canyon, États-Unis | 10 février 2010  | Première ascension |
| Terremer                      | Hueco Tanks, États-Unis    | 30 janvier 2010  | -                  |
| In Search of Time Lost        | Magic Woods, Suisse        | 16 avril 2008    | Première ascension |

| Nom                     | Site                                            | Date              | Commentaires       |
| 2012                    | 2012                                            | 2012              | 2012               |
| ----------------------- | ----------------------------------------------- | ----------------- | ------------------ |
| Catharsis               | Shiobara, Japon                                 | 14 février 2012   | -                  |
| Mind to Motion          | Elkland, CO, États-Unis                         | 29 janvier 2012   | Première ascension |
| Memory is Parallax      | Elkland, CO, États-Unis                         | 21 janvier 2012   | -                  |
| Mirror Reality          | Parc national de Rocky Mountain, CO, États-Unis | 4 janvier 2012    | Première ascension |
| 2010-2011               |                                                 |                   |                    |
| Gecko assis             | Forêt de Fontainebleau, France                  | 18 décembre 2011  | -                  |
| The Traphouse           | Forêt de Fontainebleau, France                  | 17 décembre 2011  | -                  |
| Entlinge                | Murgtal, Suisse                                 | 28 novembre 2011  | Ascension flash    |
| Somewhere in between    | Magic Wood, Suisse                              | 12 novembre 2011  | -                  |
| Memento                 | Silvretta, Autriche                             | 6 septembre 2011  | [ 22 ]             |
| Anam Cara               | Silvretta, Autriche                             | 16 avril 2011     | [ 22 ]             |
| Believe in two          | Magic Wood, Suisse                              | 20 avril 2011     | Première ascension |
| Believe in two          | Zillergrung, Autriche                           | 2 avril 2011      | Première ascension |
| Warpath                 | Castle Rock, ID, États-Unis                     | 18 mars 2011      | -                  |
| Believe in two          | Hueco Tanks, TX États-Unis                      | 27 décembre 2010  | Première ascension |
| We Can Build You        | Mount Evans, CO, États-Unis                     | 18 septembre 2010 | -                  |
| Let the Right One In    | Mount Evans, CO, États-Unis                     | 25 août 2010      | Première ascension |
| 2008-2009               |                                                 |                   |                    |
| American Gangster       | Zillertal, Autriche                             | 25 novembre 2009  | Première ascension |
| Big Worm                | Mount Evans, CO, États-Unis                     | 15 juillet 2009   | -                  |
| Release the Hundes      | Moe's Valley, UT, États-Unis                    | 4 avril 2009      | Première ascension |
| The Beach               | Moe's Valley, UT, États-Unis                    | 30 mars 2009      | -                  |
| Wood Grain Grippin'     | Horseshoe Canyon Ranch, AR, États-Unis          | 20 décembre 2008  | -                  |
| Sôl Adûnâmentum         | Hueco Tanks, TX, États-Unis                     | 24 novembre 2008  | -                  |
| Amandla                 | Rocklands, Afrique du Sud                       | 26 juillet 2008   | -                  |
| Mooiste Meisie          | Rocklands, Afrique du Sud                       | 24 juillet 2008   | -                  |
| Sky                     | Rocklands, Afrique du Sud                       | 12 juillet 2008   | Première ascension |
| Derailed                | Rocklands, Afrique du Sud                       | 8 juillet 2008    | Première ascension |
| Madiba                  | Rocklands, Afrique du Sud                       | 28 juin 2008      | -                  |
| The Never Ending Story  | Magic Wood, Suisse                              | 1er mai 2008      | -                  |
| Consessions             | Cresciano, Suisse                               | 27 mars 2008      | -                  |
| The Dagger              | Cresciano, Suisse                               | 12 mars 2008      | -                  |
| New Base Line           | Magic Wood, Suisse                              | 26 janvier 2008   | -                  |
| 2004-2007               |                                                 |                   |                    |
| Midnight Express        | Boulder, CO, États-Unis                         | 16 décembre 2007  | -                  |
| Dreamtime               | Cresciano, Suisse                               | 16 novembre 2007  | -                  |
| Jade                    | RMNP, États-Unis                                | 19 juin 2007      | Première ascension |
| The Saadhu              | The Temple, Nouveau-Mexique, États-Unis         | 9 juin 2007       | -                  |
| Suspension of Disbelief | Eldorado Canyon, États-Unis                     | 9 mai 2007        | Première ascension |
| Goldfish Trombone       | Bishop, CA, États-Unis                          | 24 novembre 2006  | -                  |
| Ode to the Modern Man   | Mount Evans, CO, États-Unis                     | 27 septembre 2006 | Première ascension |
| Aslan                   | RMNP, CO, États-Unis                            | 19 juillet 2006   | Première ascension |
| Esperanza               | Hueco Tanks, TX, États-Unis                     | 28 décembre 2005  | -                  |
| Echale                  | Clear Creek Canyon, CO, États-Unis              | 11 décembre 2004  | Première ascension |

### Voie
| Nom        | Site             | Date            | Commentaires |
| ---------- | ---------------- | --------------- | ------------ |
| La Capella | Siurana, Espagne | 25 février 2018 | [ 41 ]       |

| Nom     | Site                   | Date           | Commentaires |
| ------- | ---------------------- | -------------- | ------------ |
| Jaws II | Rumney, NH, États-Unis | 4 octobre 2010 | [ 42 ]       |

| Nom                | Site                                 | Date              | Commentaires       |
| ------------------ | ------------------------------------ | ----------------- | ------------------ |
| Deathrow           | Clear Creek Canyon, CO, États-Unis   | 8 mai 2012        | Première ascension |
| Mourning Glory     | Mourning Glory Cliff, TX, États-Unis | 13 mars 2012      | Première ascension |
| Los Inconformistas | Rodellar, Espagne                    | 16 octobre 2009   | [ 45 ]             |
| KinemytiX          | Gorges du Loup, France               | 24 septembre 2009 | [ 46 ]             |

## Palmarès
| Année | Lieu                       | Compétitions                    | Médaille      |
| ----- | -------------------------- | ------------------------------- | ------------- |
| 2005  | Berkeley, CA, États-Unis   | Championnat national d'escalade | Médaille d'or |
| 2006  | Boulder, CO, États-Unis    | Championnat national d'escalade | Médaille d'or |
| 2007  | Timonium, MD, États-Unis   | Championnat national d'escalade | Médaille d'or |
| 2009  | Boulder, CO, États-Unis    | Championnat national d'escalade | Médaille d'or |
| 2010  | Alexandria, VA, États-Unis | Championnat national d'escalade | Médaille d'or |

| Année | Lieu                 | Compétitions              | Médaille          |
| ----- | -------------------- | ------------------------- | ----------------- |
| 2006  | Vail, CO, États-Unis | Coupe du monde d'escalade | Médaille d'or     |
| 2007  | Vail, CO, États-Unis | Coupe du monde d'escalade | Médaille d'or     |
| 2009  | Vail, CO, États-Unis | Coupe du monde d'escalade | Médaille d'argent |
| 2010  | Vail, CO, États-Unis | Coupe du monde d'escalade | Médaille d'or     |

## Parraineurs
Daniel Woods est parrainé par The North Face, La Sportiva, Petzl, Organic, Nicros, Sanuk, Native et LifeSport Chiropractic.

## Filmographie
- (en) Progression, de Big UP Productions (prod.) et de Josh  Lowell (réal.), 1er octobre 2009, DVD [présentation en ligne]
- (en) The Players, de BS Productions (prod.) et de Brian  Solano (réal.), 2010, DVD [présentation en ligne]
- (en) Reel Rock Tour 2010, de Senders Films, novembre 2010, DVD [présentation en ligne]